# Elateriformia
De Elateriformia zijn een infraorde van kevers uit de onderorde Polyphaga. De infraorde bestaat uit ongeveer 10.000 soorten.

## Taxonomie
De infraorde is als volgt onderverdeeld:
- Superfamilie Scirtoidea Fleming, 1821
  - Familie Decliniidae Nikitskiy, Lawrence, Kirejtshuk & Gratshev, 1994
  - Familie Eucinetidae Lacordaire, 1857 (Buitelkevers)
  - Familie Clambidae Fischer von Waldheim, 1821 (Oprolkogeltjes)
  - Familie Scirtidae Fleming, 1821 (Moerasweekschilden)
  - Familie Elodophthalmidae Kirejtshuk & Azar, 2008  †
  - Familie Mesocinetidae Kirejtshuk & Ponomarenko, 2010  †
- Superfamilie Dascilloidea Guérin-Méneville, 1843 (1834)
  - Familie Dascillidae Guérin-Méneville, 1843 (1834) (Withaarkevers)
  - Familie Rhipiceridae Latreille, 1834
- Superfamilie Buprestoidea Leach, 1815
  - Familie Schizopodidae LeConte, 1859
  - Familie Buprestidae Leach, 1815 (Prachtkevers)
- Superfamilie Byrrhoidea Latreille, 1804
  - Familie Byrrhidae Latreille, 1804 (Pilkevers)
  - Familie Elmidae Curtis, 1830 (Beekkevers)
  - Familie Dryopidae Billberg, 1820 (1817) (Ruighaarkevers)
  - Familie Lutrochidae Kasap and Crowson, 1975
  - Familie Limnichidae Erichson, 1846 (Dwergpilkevers)
  - Familie Heteroceridae MacLeay, 1825 (Oevergraafkevers)
  - Familie Psephenidae Lacordaire, 1854 (Keikevers)
  - Familie Cneoglossidae Champion, 1897
  - Familie Ptilodactylidae Laporte, 1836
  - Familie Podabrocephalidae Pic, 1930
  - Familie Chelonariidae Blanchard, 1845
  - Familie Eulichadidae Crowson, 1973
  - Familie Callirhipidae Emden, 1924
- Superfamilie Elateroidea Leach, 1815
  - Familie Rhinorhipidae Lawrence, 1988
  - Familie Artematopodidae Lacordaire, 1857
  - Familie Brachypsectridae LeConte and Horn, 1883
  - Familie Cerophytidae Latreille, 1834 (Spinthoutkevers)
  - Familie Eucnemidae Eschscholtz, 1829 (Schijnkniptorrens)
  - Familie Throscidae Laporte, 1840 nomen protectum (Dwergkniptorren)
  - Familie Praelateriidae Dolin, 1973  †
  - Familie Elateridae Leach, 1815 (Kniptorren)
  - Familie Plastoceridae Crowson, 1972
  - Familie Omalisidae Lacordaire, 1857 (Kasteelkevers)
  - Familie Berendtimiridae Winkler, 1987  †
  - Familie Lycidae Laporte, 1836 (Netschildkevers)
  - Familie Telegeusidae Leng, 1920
  - Familie Phengodidae LeConte, 1861
  - Familie Rhagophthalmidae Olivier, 1907
  - Familie Lampyridae Rafinesque, 1815 (Glimwormen)
  - Familie Omethidae LeConte, 1861
  - Familie Cantharidae Imhoff, 1856 (1815) (Echte weekschildkevers)